# Дворцы Савойского дома
Дворцы Савойского дома (итал. Residenze sabaude di Torino e dintorni, англ. Residences of the Royal House of Savoy) — группа дворцов в Турине и провинции Турин, региона Пьемонт (Северная Италия), включенная в список Мирового наследия ЮНЕСКО в 1997 году. Всего, согласно сайту ЮНЕСКО, 14 объектов.

## История
Савойская династия — древняя правящая семья, основанная в 1003 году в Савойской области (сейчас — департамент Рона-Альпы во Франции). Позже её влияние усилилось, и с 1720 года семья правила Сардинским королевством в северо-западной Италии. А её младшая линия — Дом Савой-Кариньяно — способствовала объединению Италии в 1861 году и правила Королевством Италия с 1861 года до конца Второй мировой войны. Тогда король Виктор Эммануил III отказался от трона в пользу своего сына Умберто II, но после конституционного референдума 1946 года монархия была отменена и основана республика, а членам Савойского дома было предписано покинуть страну.
В 1562 году Эммануил Филиберто, герцог Савойский, переместил свою столицу в Турин и начал ряд строительных проектов с лучшими архитекторами того времени. Последующие правители продолжали строить и перестраивать дворцы. Богато украшенные дома, как правило с работами художников того времени, имели целью произвести впечатление на публику и продемонстрировать власть Савойского дома.
Кроме дворцов в самом Турине, в окружающей сельской местности были построены загородные дома и охотничьи приюты. Все эти здания вместе были включены в список Мирового наследия ЮНЕСКО с описанием, что они «демонстрируют лучшее в европейской монументальной архитектуре XVII и XVIII веков, демонстрируют в своем стиле и великолепии силу власти абсолютной монархии в материальном выражении».

## Резиденции
- В Турине[4]:

|  | Королевский дворец  |
|  | Палаццо Мадама      |
|  | Палаццо Кариньяно   |
|  | Замок Валентино     |
|  | Вилла делла Реджина |

- В Пьемонте близ Турина[4]:

|  | Охотничий дворец Ступиниджи |
|  | Королевский дворец Венария  |
|  | Парк Ла Мандрия             |
|  | Замок Риволи                |
|  | Замок Алье                  |
|  | Замок Монкальери            |
|  | Замок Раккониджи            |
|  | Замок Полленцо              |
|  | Замок Говоне                |